# Zikania degenerata
Zikania degenerata är en tvåvingeart som beskrevs av Borgmeier 1925. Zikania degenerata ingår i släktet Zikania och familjen puckelflugor. Inga underarter finns listade i Catalogue of Life.